# 진딧물
진딧물은 진딧물상과 진딧물과에 속하는 곤충의 총칭이다. 전세계에 4,000여 종, 한국에 300여 종이 알려져 있다.

## 생김새
대부분이 미소형이며 몸길이가 대개 2~8mm 정도이고, 몸빛깔은 다양하다. 몸은 매우 연약하다.
머리에는 흡즙할 수 있는 대롱 형태의 입이 달려 있으며, 더듬이는 대개 여섯 마디이다. 기부라 할 수 있는 1~2마디는 짧은 편이나 다른 부분은 길다. 더듬이에는 갑각류의 그것과 비슷하게 1차 감각기와 2차 감각기가 있는데, 이 감각기가 위치하는 마디에 따라 종을 분류하는 기준으로 사용한다.
제5 또는 제6배마디등판 양 옆의 뿔관과 배 끝의 끝판이 있는 것이 이들만의 특징으로, 뿔관은 원기둥·사다리·고리 모양을 이룬다. 이 뿔관은 여기에서 분비되는 끈끈한 액체로 천적의 입틀을 부자유스럽게 만들어 위기를 모면하거나 또는 많은 밀랍가루를 분비하여 몸을 보호한다.

## 생태
진딧물은 주로 온대지방에서 번식하는 곤충으로 알로 월동하고 3월-4월에 부화한다. 이들은 대부분이 날개가 없는 암컷이며 다 자라면 알을 낳는 것이 아니라 혼자서 새끼를 낳는 무성생식 또는 단성생식 양상을 보이는데, 새끼들은 자라면 똑같이 날개 없는 암컷이 된다. 몇 세대를 이렇게 되풀이하여 번식하다 보면 차차 날개가 있는 암컷(유시충)이 생겨 분산한다. 사는 환경 조건이 안 좋아지면 유시충이 생겨 겨울잠으로 겨울을 나는 특징이 있다.
개미는 감로를 배설하는 진딧물의 습성을 이용하여, 마치 사람이 가축을 목축하는 듯이 진딧물을 관리한다.
진딧물은 무당벌레(꼬마남생이무당벌레, 무당벌레, 칠성무당벌레)의 유충과 성충, 풀잠자리의 애벌레와 어른벌레, 꽃등에의 애벌레, 기생벌 등 천적이 많기 때문에, 생태계의 기본계층을 이루는 곤충이다. 특히 무당벌레는 성충과 유충 모두 진딧물을 잡아먹는, 진딧물의 대표적인 천적이다. 그래서 로마 가톨릭이 사회적 영향을 주던 중세 서유럽 농민들은 그들이 공경하는 성인인 성모 마리아의 딱정벌레(Lady Bugs)라고 부르면서 대표적인 육식성 무당벌레인 칠성무당벌레를 사랑했다. 꽃등에의 애벌레와 풀잠자리의 성충과 유충도 무당벌레처럼 진딧물을 잡아먹는다. 기생벌은 진딧물 몸에 기생하여 번식한다.

### 해충
진딧물은 농작물에 피해를 주는 전형적인 벌레로, 대롱처럼 생긴 입으로 식물의 줄기나 잎에 구멍을 내어 즙을 빨아먹는다. 성충과 약충이 어린 싹이나 잎 뒷면에서 무리를 지어 즙액을 빨아 먹어 잎이 쪼그라들거나 기형이 되고 식물의 성장이 멈추는 직접적인 피해를 주기도 하나 진딧물이 농작물에 주는 피해는 직접적인 것보다 오히려 간접적인 피해가 더 크다. 식물의 외피층을 뚫은 입틀을 통해 식물 바이러스를 매개함으로써 식물병을 유발시킨다. 감자, 딸기, 겨자과 채소 같은 원예작물들과 과수, 가로수 등에 해를 주는 바이러스병은 진딧물이 매개하는 것이 대부분이다. 복숭아혹진딧물(Myzus persicae)의 경우, 이들이 옮기는 바이러스병은 100여 종에 달하며, 66과 300여 종의 식물을 가해하는데, 복숭아혹진딧물에 의해서 매개되는 모자이크병의 병징은 감염 후 1~2주 내로 잎에 나타나며, 새싹의 성장이 억제되어 결국 과실이 적게 열린다.
식물 즙액을 먹어서 배설하는 감로도 마찬가지로 2차 피해를 유발하는 원인이 된다. 진딧물의 밀도가 높아지면 잎 뒷면을 집중적으로 흡즙하여 그 과정에서 진딧물이 배설한 감로가 그 아래에 있는 잎 위로 떨어져 감로에 그을음병균이 번식해 식물 잎의 탄소동화 작용을 방해하거나 저지한다.